# Bell Records
Bell Records — американський лейбл звукозапису, заснований 1952 року.
Засновником лейблу став продюсер Артур Шимкін, який 1952 року викупив права на бренд «Bell Records» в американського співака Бенні Белла. Протягом 1950-х років на лейблі виходили популярні пісні та записи гумористичних виступів. 1959 року президентом Bell Records став Ел Масслер. Під його керівництвом було створено дві дочірні компанії: Mala Records (1959), що спеціалізувалась на попмузиці, рок-н-ролі та ритм-енд-блюзі, та Amy Records (1960), де окрім цього виходили записи народної музики та гумористичні платівки. Окрім цього, на Bell Records переважно виходили альбоми, а на Mala та Amy — сингли.
1961 року колишній володар компанії Madison Records Ларрі Уттал закрив власний лейбл, і перевів своїх виконавців під керівництво Bell Records, а 1964 року придбав групу лейблів Bell/Amy/Mala. Він зосередився на запису поппісень, підписавши таких виконавців, як Дел Шеннон, або дует Джеймса та Боббі Пуріфай. Протягом наступних десяти років звукозаписувальна компанія випускала альбоми та сингли в США та Європі. Серед провідних виконавців, що записувались на Bell Records — The Box Tops, The Partridge Family (а пізніше і Девід Кессіді сольно), Dawn та Баррі Манілов, Гарі Гліттер, Bay City Rollers та багато інших.
На початку 1970-х років американський підрозділ Bell Records був збитковим і керівництво кінокомпанії Columbia Pictures, яка володіла лейблом, призначило замість Ларрі Уттала відомого менеджера Клайва Девіса. Під його керівництвом було розірвано контракти з більшістю виконавців, окрім Баррі Манілова, Мелісси Манчестер та Bay City Rollers, і в кінці 1974 року замість Bell Records було створено новий лейбл Arista Records. У Великій Британії назва «Bell Records» використовувалася до 1976 року.